# Ricky Davis
Tyree Ricardo "Ricky" Davis (ur. 23 września 1979 w Las Vegas) – amerykański koszykarz występujący na pozycjach rzucającego obrońcy oraz niskiego skrzydłowego, aktualnie wolny agent.
Wykonał pierwszy w historii NBA wsad pod nogą w trakcie meczu. Miało to miejsce podczas spotkania Cleveland Cavaliers z Philadelphia 76ers.
Podczas spotkania z Utah Jazz w 2003 roku brakowało mu do triple-double jednej zbiórki, oddał wtedy rzut na własny kosz, po czym zebrał piłkę. Rzuty oddane do własnego kosza nie liczą się jednak oficjalnie jako  próby rzutu do kosza więc zbiórka nie została odnotowana w statystykach. Spadła wtedy na niego fala wielkiej krytyki, mimo i tak kiepskiej reputacji, która ciągnęła się za nim już do końca jego kariery w NBA.
W sezonie 2004/2005 zajął drugie miejsce w głosowaniu na najlepszego „szóstego” zawodnika ligi NBA.

## Osiągnięcia
NBA
- 2-krotny uczestnik konkursu wsadów (2000, 2004)[3]